# نورمبرگ (پنسیلوانیا)
نورمبرگ (به انگلیسی: Nuremberg) یک منطقهٔ مسکونی در ایالات متحده آمریکا است که در شهرستان سچویلکیلل، پنسیلوانیا واقع شده‌است. نورمبرگ ۱٫۵ کیلومتر مربع مساحت و ۴۳۴ نفر جمعیت دارد.